# Nissan Qashqai
Nissan Qashqai (транскр.  Нисан кашкај, јап. 日産・キャシュカイ) је компактни кросовер који производи јапанска фабрика аутомобила Нисан. Производи се од 2006. године, а тренутно је у производњи трећа генерација.

## Историјат
Кад се овај Нисанов модел појавио на тржишту, направио је револуцију на аутомобилском тржишту измисливши тако класу кросовера. То је теренски аутомобил, али без теренских могућности по којима су Нисанови аутомобили познати. Димензијама кашкај балансира између компактног (голф) и СУВ сегмента. Кашкај је нешто дужи од просечног хечбека, али и нешто краћи од типичног СУВ-а. Исто тако, по висини је виши од стандардног компакта, а нижи од СУВ модела. Намењен је купцима Ц сегмента, а који истовремено преферирају и велике СУВ моделе. Према подацима JATO Dinamics, кашкај је 2014. године био најпопуларнији аутомобил у СУВ категорији у Европи са 203.549 продатих јединица.
На тржишту Јапана и Аустралије прва генерација се звала Нисан дуалис, док се друга генерација продаје само под именом кашкај. На тржишту Северне Америке се продаје модел под називом Нисан рог, међутим, иако деле исту платформу то су аутомобили који се ипак разликују.

### Порекло назива
Назив потиче од номадског племена који живе близу планина Загрос у југозападном Ирану. Тако је назван јер је Нисан хтео да га представи као способни теренац (иако у суштини није у потпуности способан теренац), јер су Кашкајци веома сналажљиви и способни на планинама Загрос.

### Прва генерација (2006–2014)
Први пут је представљен на салону аутомобила у Паризу почетком октобра 2006. године. Са производних трака је сишао децембра исте године, а на тржишту се нашао фебруара 2007. године. Ово је први Нисанов модел који је потпуно развијен у Европи. Дизајн аутомобила је урадила дизајн група Nissan Design Europe из Лондона. Технички део је урађен у Nissan Technical Centre Europe (NTCE), који се налази у Бедфордширу у Енглеској.
Направљен је на Нисан Ц платформи алијансе Рено-Нисан, на којој су засновани меган и алмера. Од 2008. године кашкај добија продужену верзију са седам седишта под називом кашкај +2. 2009. године је кашкај на Euro NCAP креш тестовима добио максималних пет звездица за безбедност. Марта 2010. године представљен је редизајн. Највеће промене су урађене на предњем делу аутомобила. Добија потпуно нове предње фарове и маску хладњака, нова је и хауба, браници и предњи блатобрани. Задњи део такође добија нове светлосне групе са лед диодама. У ентеријеру су квалитетнији материјали и инструменти са новом графиком.
Доступан је са петостепеним и шестостепеним мануелним или шестостепеним аутоматским мењачем, као и CVT мењачем. Осим модела са предњим погоном, дволитарски бензинци и дизелаши су опремљени са паметним погоном на сва четири точка, који у нормалним околностима покреће само предње точкове (смањује губитке енергије и штеди гориво), а у случају проклизавања, до 50% снаге пребацује на задњу осовину. Користи Реноове моторе, и ти бензински од 1.6 (114 и 117 КС), 2.0 (141 КС) и дизел мотори од 1.5 dCi (103, 106 и 110 КС), 1.6 dCi (130 КС) и 2.0 dCi (150 КС).

#### Галерија
- I генерација
- +2
- +2
- унутрашњост

- I генерација, редизајн
- I генерација, редизајн
- +2, редизајн
- +2, редизајн

### Друга генерација (2013–2021)
Друга генерација је престављена у Лондону новембра 2013. године, а званично на салону аутомобила у Бриселу јануара 2014. године. Дизајн друге генерације се ослања на концепт представљен на трећој генерацији модела Нисан икс-трејл. Кашкај је развијен на потпуно новој платформи CMF (Common Module Family), која је први пут употребљена у икс-трејлу. Нова платформа обезбеђује мању масу, па је друга генерација за 40 килограма лакша од претходника. Порастао је по дужини и ширини, а по висини је нешто нижи у односу на претходну генерацију, а повећан је и пртљажни простор.
Кашкај +2, модел са седам седишта се у другој генерацији не производи. Ту улогу преузима већи СУВ модел икс-трејл. Оно што више овде нема, то је да централни појас не виси на крову и не омета више особу која вози у рикверц. Као и прва генерација производи се у Нисановој фабрици у граду Сандерланду у Енглеској, у којој је произведено више од 2 милиона овог модела у две генерације. На Euro NCAP креш тестовима 2014. године добио је максималних пет звездица за безбедност.
Понуду мотора чине само турбо агрегати смањене запремине. Основну палету чине бензински мотори од 1.2 DIG-T (115 КС), 1.6 DIG-T (163 КС), 2.0 (за Русију) (144 КС) и дизел мотори од 1.5 dCi (110 КС) и 1.6 dCi (130 КС). Атмосферски мотори се не уграђују и тако се очекује више обртног момента у ниским обртајима и мању потрошњу горива.

#### Галерија
- II генерација
- унутрашњост
- инструмент табла

- II генерација, редизајн
- II генерација, редизајн
- унутрашњост, редизајн

### Трећа генерација (2021–)
Кашкај треће генерације представљен је 18. фебруара 2021. Возило је нешто веће него раније, 35 mm дуже, 32 mm шире и 25 mm више, док му је међуосовинско растојање 20 мм дуже, а засновано је на заједничкој платформи ЦМФ-ЦД са Нисан рогом/икс-трејлом и Рено аустралом.
Иначе, по конзоли, идентичан је икс-трејлу, као и код прошле генерације, као и по дизајну што је веома сличан, а по димензијама, веома је сличан Рено аустралу.
Тврди се да користи лакше материјале и напредне технике штанцања и заваривања у својој конструкцији како би повећао снагу и смањио тежину. Хауба, предњи блатобрани и врата су направљени од алуминијума и лакши су за 21 kg, док су врата пртљажника направљена од композита и штеде 2,3 kg.
За бољу видљивост, Нисан је дизајнирао тањи А-стуб и монтирање ретровизора на врата уместо А-стуба. Простор за колена позади за путнике је порастао за 28 mm на 608 mm, док је простор за главу повећан за 15 mm. Пртљажник је такође 50 литара већи због нижег пода пртљажника и редизајнираног вешања.
Основна опција мотора је благи хибридни 1.3-литарски четвороцилиндрични DIG-T турбо бензински мотор који развија 138 кс (103 киловата) при 5500 о/мин са 220 Н⋅м при 1500–3500 о/мин и (117 киловата) са 270 Н⋅м при 1800–3500 о/мин. Упарен је или са 6-брзинским мануелним или Xtronic ЦВТ мењачем. Погон на сва четири точка је доступан за опцију од 156 КС са ЦВТ-ом.

#### Галерија
- III генерација
- унутрашњост
- III генерација, редизајн
- III генерација, редизајн

#### e-Power
По први пут, кашкајев асортиман укључује и е-Power хибридни погон. Систем користи ИЦЕ мотор као генератор електричне енергије и искључен са погонских точкова. Систем комбинује 1.5-литарски бензински мотор са варијабилном компресијом од 154 КС (115 киловата) са електричним мотором од 187 КС (139 киловата), генератором снаге и инвертером, што га чини серијским хибридом без могућности прикључивања.
- e-Power варијанта
- e-Power варијанта

#### Безбедност

##### Latin NCAP
Кашкај произведен у Великој Британији у својој најосновнијој латиноамеричкој конфигурацији са 6 ваздушних јастука, прекидачем ваздушних јастука, ограничавачима оптерећења, УН127, ЕСЦ, ИСА и пуним СБР-ом добио је 5 звездица од Latin NCAP-а 2022. према новом протоколу (слично Euro NCAP-у 2014. године).